# محمدحسین مهدویان
محمدحسین مهدویان (زادهٔ ۲۳ اردیبهشت ۱۳۶۰) کارگردان و فیلمنامه‌نویس و مستندساز ایرانی است. از آثار او می‌توان به فیلم‌های سینمایی ایستاده در غبار، ماجرای نیمروز، ماجرای نیمروز: ردخون، لاتاری،  درخت گردو و مرد بازنده و سریال زخم کاری اشاره کرد.

## زندگی‌نامه
محمدحسین مهدویان در ۲۳ اردیبهشت ۱۳۶۰ در بابل متولد شد. مهدویان دانش‌آموخته هنرستان روایت فتح، دارای مدرک کارشناسی سینما گرایش کارگردانی از دانشگاه سوره و همچنین کارشناسی ارشد تهیه‌کنندگی از دانشگاه صدا و سیما است. او با ساخت فیلم ایستاده در غبار وارد حرفه سینمایی شد و سیدعلی خامنه‌ای این فیلم را فیلمی فاخر دانسته است.

## آثار
| سال  | نام اثر             | کارگردان | فیلمنامه‌نویس | مشاور کارگردان | توضیحات                |
| ---- | ------------------- | -------- | ------------ | -------------- | ---------------------- |
| ۱۳۹۱ | آخرین روزهای زمستان | آری      | آری          | —              | مستند سریالی تلویزیونی |
| ۱۳۹۴ | ایستاده در غبار     | آری      | آری          | —              | فیلم سینمایی           |
| ۱۳۹۵ | ماجرای نیمروز       | آری      | آری          | —              | فیلم سینمایی           |
| ۱۳۹۶ | لاتاری              | آری      | آری          | —              | فیلم سینمایی           |
| ۱۳۹۶ | ترور سرچشمه         | آری      | آری          | —              | مستند بلند             |
| ۱۳۹۷ | ماجرای نیمروز:ردخون | آری      | —            | —              | فیلم سینمایی           |
| ۱۳۹۸ | درخت گردو           | آری      | —            | —              | فیلم سینمایی           |
| ۱۳۹۹ | شیشلیک              | آری      | —            | —              | فیلم سینمایی           |
| ۱۴۰۰ | زخم کاری            | آری      | آری          | —              | سریال شبکه نمایش‌خانگی  |
| ۱۴۰۰ | مرد بازنده          | آری      | —            | —              | فیلم سینمایی           |
| ۱۴۰۱ | سقوط                | —        | —            | آری            | سریال شبکه نمایش‌خانگی  |
| ۱۴۰۱ | کت چرمی             | —        | —            | آری            | فیلم سینمایی           |
| ۱۴۰۲ | حیثیت گمشده         | —        | —            | آری            | سریال شبکه نمایش‌خانگی  |
| ۱۴۰۲ | زخم‌کاری: بازگشت     | آری      | آری          | —              | سریال شبکه نمایش‌خانگی  |
| ۱۴۰۳ | زخم کاری: انتقام    | آری      | آری          | —              | سریال شبکه نمایش‌خانگی  |
| ۱۴۰۳ | زخم کاری: مجازات    | آری      | آری          | —              | سریال شبکه نمایش خانگی |
| ۱۴۰۴ | خون سهراب           | آری      | آری          | —              | فیلم سینمایی           |

### مستندهای کوتاه تلویزیونی
- استخوان لای زخم[۶]
- دیکتاتور بزرگ
- سه سوی میدان جنگ
- ثنا
- مرگ در نیمه تابستان
- پدر
- ملک الموت
- تخت خواب یکنفره
- مجموعه بیم وامید

## به عنوان بازیگر
| تاریخ | نام اثر          | کارگردان         | نقش  | توضیحات         |
| ----- | ---------------- | ---------------- | ---- | --------------- |
| ۱۴۰۲  | زخم کاری:بازگشت  | محمدحسین مهدویان | نیما | نامزد سابق سیما |
| ۱۴۰۳  | زخم کاری: مجازات | محمدحسین مهدویان | نیما | نامزد سابق سیما |

## جوایز و افتخارات
| سال  | نام جشنواره                        | رده                    | برای فیلم            | جایزه            | نتیجه    | منبع  |
| ---- | ---------------------------------- | ---------------------- | -------------------- | ---------------- | -------- | ----- |
| ۱۳۹۴ | سی و چهارمین دوره جشنواره فیلم فجر | جایزه ویژه هیئت داوران | ایستاده در غبار      | ویژه هیئت داوران | نامزدشده |       |
| ۱۳۹۴ | سی و چهارمین دوره جشنواره فیلم فجر | بهترین کارگردانی       | ایستاده در غبار      | سیمرغ بلورین     | نامزدشده |       |
| ۱۳۹۴ | سی و چهارمین دوره جشنواره فیلم فجر | بهترین فیلمنامه        | ایستاده در غبار      | سیمرغ بلورین     | نامزدشده |       |
| ۱۳۹۴ | سی و چهارمین دوره جشنواره فیلم فجر | بهترین فیلم            | ایستاده در غبار      | سیمرغ بلورین     | برنده    |       |
| ۱۳۹۵ | سی و پنجمین دوره جشنواره فیلم فجر  | بهترین فیلم            | ماجرای نیمروز        | سیمرغ بلورین     | برنده    |       |
| ۱۳۹۵ | سی و پنجمین دوره جشنواره فیلم فجر  | بهترین کارگردانی       | ماجرای نیمروز        | سیمرغ بلورین     | نامزدشده |       |
| ۱۳۹۶ | جشن دنیای تصویر                    | بهترین کارگردانی       | ماجرای نیمروز        | تندیس حافظ       | برنده    |       |
| ۱۳۹۶ | جشن دنیای تصویر                    | بهترین فیلمنامه        | ماجرای نیمروز        | تندیس حافظ       | نامزدشده |       |
| ۱۳۹۷ | جشن دنیای تصویر                    | بهترین کارگردانی       | لاتاری               | تندیس حافظ       | نامزدشده |       |
| ۱۳۹۷ | جشن دنیای تصویر                    | جایزه ویژه هیئت داوران | لاتاری               | تندیس حافظ       | برنده    |       |
| ۱۳۹۷ | سی و هفتمین دوره جشنواره فیلم فجر  | بهترین کارگردانی       | ماجرای نیمروز: ردخون | سیمرغ بلورین     | نامزدشده | [ ۷ ] |
| ۱۳۹۷ | هشتمین جایزه سینمایی ققنوس         | بهترین ساخت فیلم       | ماجرای نیمروز: ردخون | تندیس چهره سال   | برنده    |       |
| ۱۳۹۸ | سی و هشتمین دوره جشنواره فیلم فجر  | بهترین کارگردانی       | درخت گردو            | سیمرغ بلورین     | برنده    |       |

برنده تندیس بهترین مستند برای ترور سرچشمه
مستند سریالی آخرین روزهای زمستان او مورد تقدیر واقع شد.